# Leopold Figl
Leopold Figl, född den 2 oktober 1902 i Rust, Michelhausen, Österrike-Ungern, död den 9 maj 1965 i Wien, var en österrikisk politiker för Österrikiska folkpartiet (ÖVP) och landets första förbundskansler efter andra världskriget.

## Biografi
Figl var bondson och född i byn Rust im Tullnerfeld. Efter examen som diplomingenjör inom jordbruksteknik vid jordbruksuniversitetet i Wien blev han vice ordförande i Niederösterreichs Bauernbund (Jordbrukarnas förbund i Niederösterreich) 1931 och dess ordförande 1933.
Efter revolutionen av Engelbert Dollfuss, som hade tjänat som hans mentor inom jordbrukarnas förbund blev Figl medlem av förbundsrådet för den ekonomiska politiken och blev ledare för den paramilitära organisation Ostmärkische Sturmscharen för staten Niederösterreich.
Efter "Anschluss" deporterades Figl av nazisterna till Dachau 1938 varifrån han släpptes i maj 1943. Han arbetade då som en oljeingenjör, men i oktober 1944 blev han åter arresterad och fördes till koncentrationslägret Mauthausen. I februari 1945 dömdes han till döden för "högförräderi" i Wien, men dödsstraffet verkställdes inte före krigets utgång.
I april 1945 återupprättade han Bauernbund och integrerade det i Österrikiska folkpartiet (ÖVP) och valdes till vice ordförande. Den 27 april blev han tillfällig guvernör i Niederösterreich och vice minister.
Vid de första fria valen sedan 1934, i december 1945, vann ÖVP absolut majoritet. Figl föreslogs som kansler, vilket Sovjetunionen accepterade, på grund av hans motstånd mot nazisterna och hans ledarförmåga. Den koalitionsregering han bildade förblev i tjänst till 1966 och gjorde mycket för att lösa de allvarliga ekonomiska och sociala problemen efter andra världskriget. USA:s Marshallplan var där också en stor hjälp.
Vid de nationella valen 1959 vann socialdemokraterna mark på ÖVP:s bekostnad, och förhållandet av platser mellan de två partierna i nationalrådet var nu nästan 1:1. Detta gav SPÖ en förhandlingsposition att kräva att Bruno Kreisky skulle efterträda Figl som utrikesminister. Figl blev istället nationalrådets talman 1959–1962, men återvände snart till Niederösterreich, för att bli landeshauptmann (förbundslandsregeringschef).

## Utmärkelser
- Kommendör med stora korset av Vasaorden, 13 oktober 1950.[1]